# Jarvis
Jarvis (ang. Jarvis Island) – wyspa koralowa na południowym Pacyfiku, w połowie drogi między Hawajami a Wyspami Cooka. Jest to niezamieszkane terytorium nieinkorporowane Stanów Zjednoczonych o powierzchni 4,5 km².
Jest to jedyna oprócz Samoa Amerykańskiego posiadłość Stanów Zjednoczonych na półkuli południowej. Stała się nią na podstawie Ustawy o wyspach z guanem w 1858 r. Jej współrzędne geograficzne to 0°22′S 160°01′W/-0,366667 -160,016667. Jej płaska powierzchnia, w większości piaszczysta, wznosi się maksymalnie do 7 m n.p.m.
Wcześniejsza nazwa wyspy to Bunker Island.

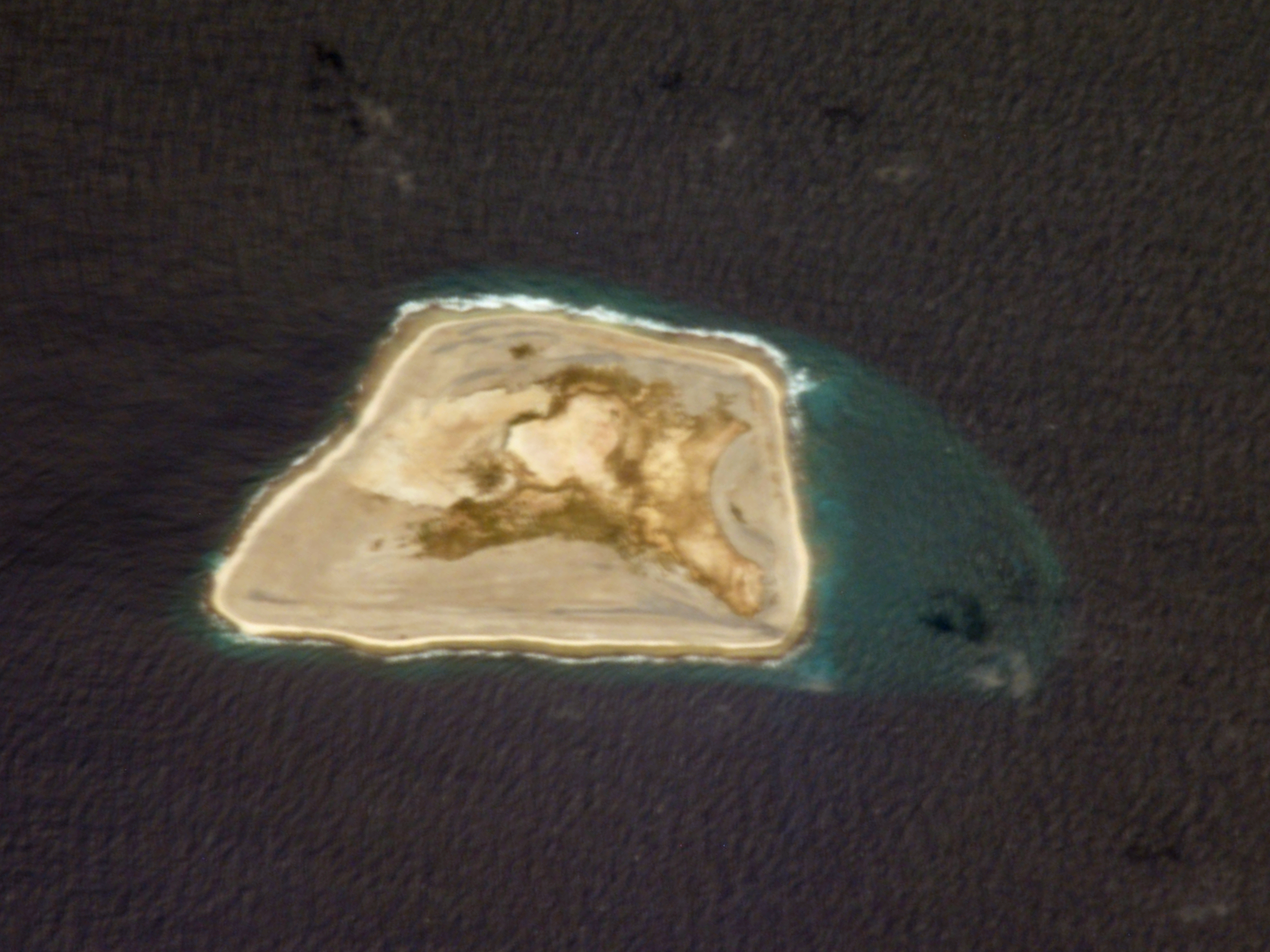
Zdjęcie satelitarne wyspy
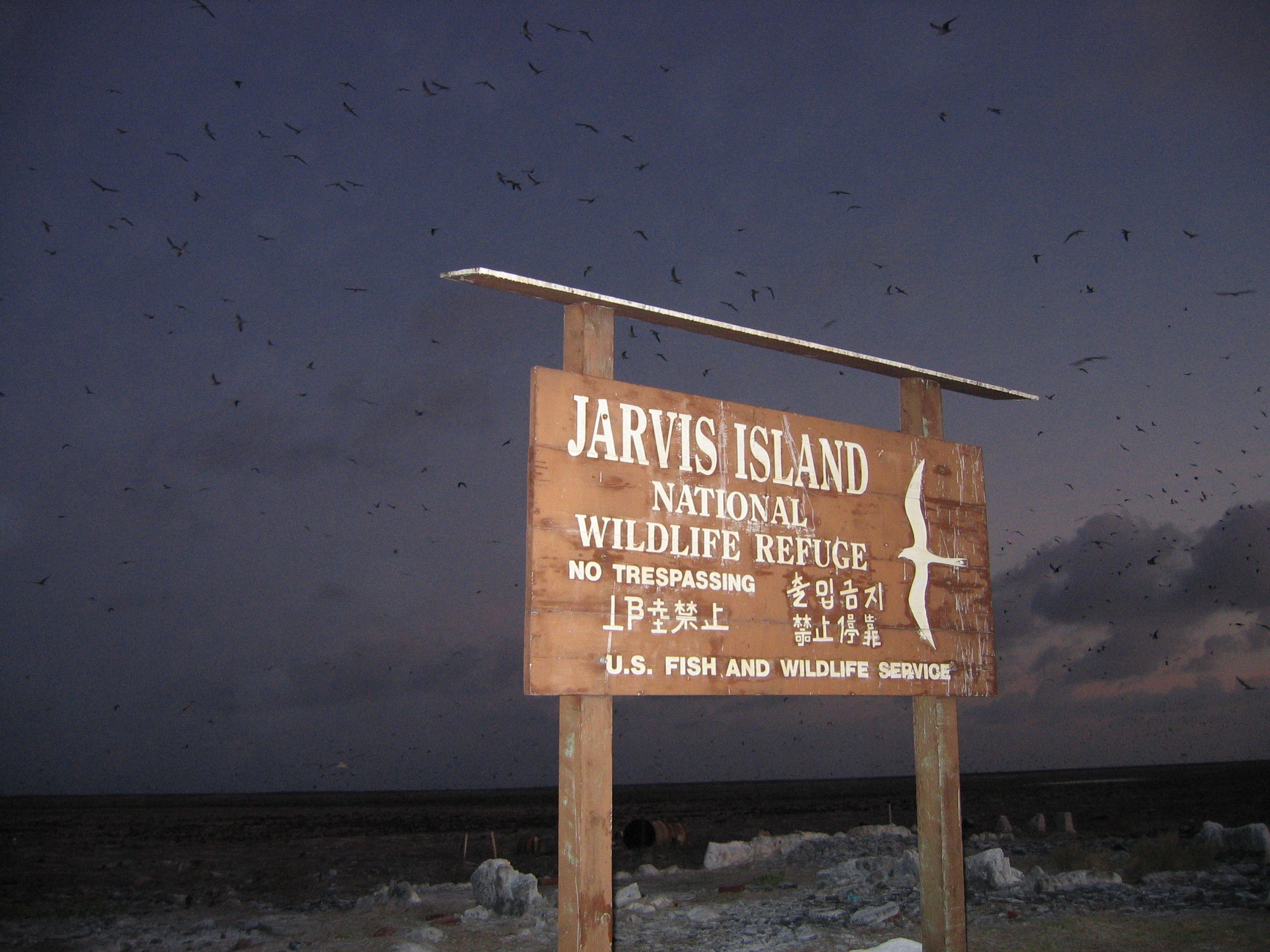
Znak zakazu wstępu
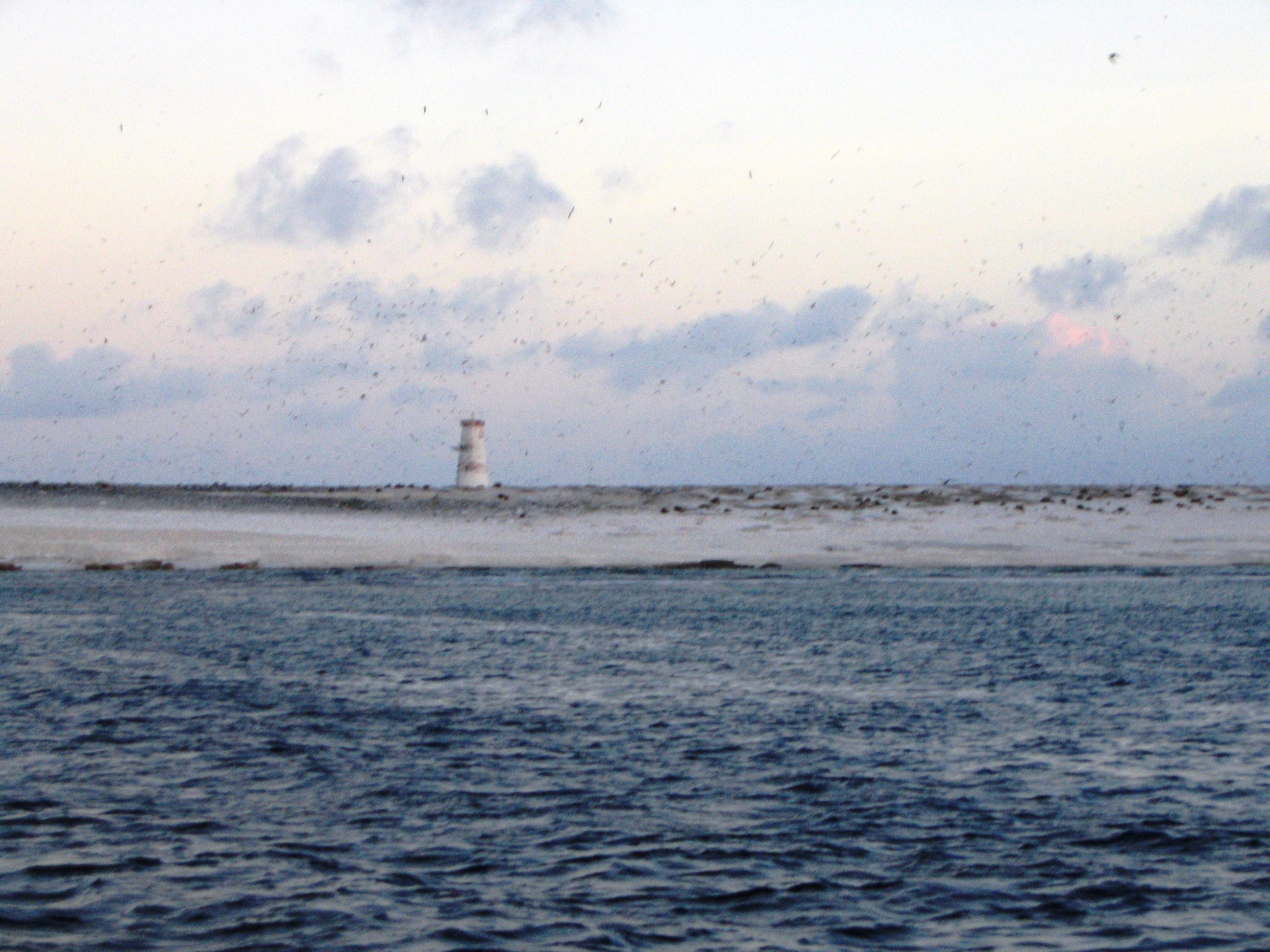
Brzeg wyspy
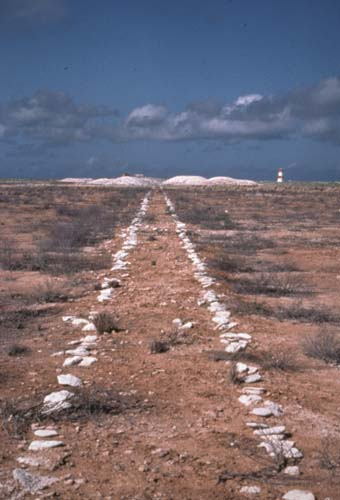
Ścieżka do kopalni guana